# 岩手県立宮古工業高等学校
岩手県立宮古工業高等学校（いわてけんりつみやここうぎょうこうとうがっこう）は、岩手県宮古市赤前に所在した公立の工業高等学校。
沖縄県宮古島の沖縄県立宮古工業高等学校とは同名校交流を行っていた。

## 沿革
- 1971年（昭和46年）12月12日 - 「岩手県立宮古工業高等学校誘致期成同盟会」結成発足（会長 盛合光蔵）。
- 1972年（昭和47年）9月23日 - 宮古市赤前横枕地内に校地設定、第一期工事着工。校地面積 57,200.0平米、建物面積 3,235.2平米。
- 1973年（昭和48年）
  - 3月25日 - 第1期工事完成。
  - 4月1日 - 初代校長として前黒沢尻工業高校長の渡邊文正が着任。
  - 4月16日 - 開校宣言（機械科A、機械科B、電気科、設備工業科）。
  - 5月23日 - 開校記念式典挙行。
  - 11月22日 - グラウンド造成工事完成、グラウンド開き。
- 1974年（昭和49年）
  - 5月29日 - 校旗制定（制作デザイン 海野經）。
  - 6月 - 第2期工事（実習棟）完成。
  - 7月 - 校歌制定（作詞 須知徳平、作曲 広瀬量平）。
  - 7月 - 体育館完成（のちの第1体育館）。
  - 11月29日 - 落成式挙行。
- 1975年（昭和50年）12月22日 - 「第三種電気主任技術者」認定校となる。
- 1980年（昭和55年）3月 - 柔剣道場完成。
- 1981年（昭和56年）2月27日 - ミニコンピュータ設置。
- 1982年（昭和57年）
  - 10月 - 水泳プール完成。
  - 10月29日 - 創立10周年記念式典挙行。
- 1985年（昭和60年）12月1日 - NC工作機械マシニングセンタ設置。
- 1986年（昭和61年）3月30日 - 環境整備緑化事業（中庭造園・立志の樹・詩碑等を設置）。
- 1987年（昭和62年）7月31日 - 第2回「空気調和・衛生工学会振興賞 高校教育賞」受賞（設備工業科）。
- 1988年（昭和63年）3月 - 電子計算機組織一式（パソコン22台、ホストコンピュータ1台、他）設置。
- 1990年（平成2年）
  - 3月24日 - 第2体育館完成。
  - 3月24日 - 第8回全国高等学校弓道選抜大会出場（初出場）。
- 1991年（平成3年）
  - 1月22日 - NC工作機械NC旋盤設置。
  - 3月12日 - 高電圧実験装置設置。
  - 3月22日 - 第9回全国高等学校弓道選抜大会出場（2年連続2回目）、団体競技準優勝。
  - 4月1日 - 電子機械科設置、機械科は1学級減。機械科、電気科、電子機械科、設備工業科の4科になる。
  - 4月24日 - 第1回「津軽石川原・45号線清掃」実施（後の「川原清掃」）。
  - 7月30日 - 第6回「空気調和・衛生工学会振興賞 高校教育賞」受賞（設備工業科）。
- 1992年（平成4年）3月25日 - 電子機械科・家庭科実習棟完成。
- 1993年（平成5年）
  - 10月 - トレーニングセンター完成。
  - 10月22日 - 創立20周年記念式典挙行。
- 1994年（平成6年）
  - 1月20日 - 電子計算機組織一式（パソコン40台、ホストコンピュータ1台、他）設置。
  - 2月15日 - 設備工業科が全国工業高等学校長協会より「教職員表彰」受賞。
  - 3月23日 - 万能製図台42台設置。
- 1997年（平成9年）8月7日 - 第12回「空気調和・衛生工学会振興賞 高校教育賞」受賞（設備工業科）。
- 1999年（平成11年）11月6日 - 第7回全国高等学校ロボット競技大会3チーム出場（初出場）。
- 2000年（平成12年）
  - 3月 - 弓道場新築工事完了、太陽光発電設備工事完了。
  - 11月11日 - 第8回全国高等学校ロボット競技大会2チーム出場（2年連続2回目）。
- 2001年（平成13年）
  - 2月 - 電気科・設備工業科実習棟改修工事完了。
  - 3月 - 校舎耐震補強工事完了。
  - 3月 - 電子計算組織一式更新、材料試験機更新。
  - 5月 - 生徒会の津軽石川原清掃活動が日本河川協会より表彰される。
  - 12月 - ウェブサイト開設。
- 2002年（平成14年）
  - 3月 - いわて教育情報ネットワーク整備事業で光ファイバー接続。
  - 3月 - CAD（自動製図装置）設置。
  - 10月 - 総合学習としてのインターンシップ開始。
- 2003年（平成15年）10月24日 - 創立30周年記念式典挙行。
- 2004年（平成16年）
  - 8月31日 - 道路愛護活動により「県知事感謝状」を受ける。
  - 10月31日 - 第12回全国高等学校ロボット競技大会4チーム出場。電気科「ツイスター」ベスト8（敢闘賞受賞）。
- 2006年（平成18年）
  - 4月1日 - 岩手県教育委員会の推進する学科再編事業により1科減。機械科、電気電子科、建築設備科の3科になる。
  - 4月 - 小中高キャリア教育地域ぐるみ推進事業の研究指定校に指定される。
  - 4月 - 通学路・駅清掃開始。
  - 12月12日 - 修学旅行中にノロウイルスによる集団食中毒発生。
- 2007年（平成19年）4月1日 - 第14代校長として兼平栄補が着任。
- 2008年（平成20年）2月6日 - 電子機械科閉科式挙行。
- 2011年（平成23年）
  - 3月11日 - 東日本大震災による津波のため校舎・工業科実習室1階部分及び第1・2体育館・武道場・部室棟が浸水。その後宮古水産高校と宮古商業高校に分かれて授業を実施。
  - 8月29日 - 授業ができるまでに復旧した校舎に戻り授業を再開。
  - 10月6日 - 校舎等災害復旧工事（その1）完成。
  - 12月3日 - グランド災害復旧工事完成。
- 2012年（平成24年）
  - 1月16日 - 校舎等災害復旧工事（その2）完成。
  - 2月22日 - 屋外照明設備災害復旧工事完成。
- 2013年（平成25年）
  - 9月30日 - 創立40周年記念事業「みんなの広場」完成。
  - 10月12日 - 創立40周年記念式典挙行。
- 2020年（令和2年）3月31日 - 宮古商業高校との統合に伴い閉校。なお、閉校後も校舎は岩手県立宮古商工高等学校工業校舎として使用を継続。

## 学校行事
全校行事
新任式、入学式、各科歓迎会、部集会、一日体験入学、交通安全講話、芸術鑑賞、避難訓練、校内ロボット大会、卒業式、離任式
1学年対象
飲酒喫煙防止講話、ブラッシング指導、薬物乱用防止教室
2学年対象
性教育講演会、インターンシップ、進路説明会、修学旅行
3学年対象
自動車学校説明会

## アクセス
- JR山田線・三陸鉄道リアス線宮古駅前より岩手県北バスD03・B11・B31・B32・B41・B43「川帳場」バス停下車、徒歩15分。
- 三陸鉄道リアス線津軽石駅より徒歩15分。